# Paraschmidtia burri
Paraschmidtia burri är en insektsart som först beskrevs av Boris Petrovich Uvarov 1953.  Paraschmidtia burri ingår i släktet Paraschmidtia och familjen Euschmidtiidae. Inga underarter finns listade i Catalogue of Life.